# Акмолинский лагерь жён изменников Родины
Акмолинский лагерь жён изменников Родины (А. Л. Ж. И. Р.) — разговорное название 17-го женского лагерного специального отделения Карагандинского ИТЛ в Акмолинской области, Казахстан (1938—1953).
Крупнейший советский женский лагерь. Название связано с составом заключённых, значительная часть которых была репрессирована в соответствии с оперативным приказом НКВД СССР № 00486 как ЧСИРы — «члены семей изменников Родины».
Существовало и другое разговорное название лагерного отделения — «26-я точка», так как лагерь располагался в 26-м посёлке трудопоселений (сейчас село Акмол (бывшая Малиновка) Акмолинской области Казахстана).
В 1938 году в лагере находилось около 8 тысяч заключённых женщин, в том числе 4500 ЧСИР. Ещё около 1500 ЧСИР находилось в других отделениях Карлага.

## История лагеря
Создан на основе приказа Народного комиссариата внутренних дел (НКВД) СССР от 15 августа 1937 года в населённом пункте Акмол (Малиновка), юго-западнее города Акмолинск (ныне — город Астана, столица Республики Казахстан) как отделение Карагандинского лагеря (КарЛАГ). В соответствии с постановлением ЦИК СССР от 8 июня 1934 года для членов «семей изменников Родины» было установлено наказание в виде лишения свободы от 5 до 10 лет или ссылка в дальние районы Сибири на 5 лет. Лагерь «АЛЖИР» занимал территорию в 30 га. Имелось несколько отделений в Карагандинской и Акмолинской области.
В 1931 году на месте будущего АЛЖИРа было образовано спецпоселение № 26 для спецпереселенцев, высланных из Саратовской области. В дальнейшем сюда привозили спецпереселенцев из других местностей СССР: в 1932 году — из Белорусской ССР, через год — 54 семьи из Крыма, позднее к ним добавили семьи спецпереселенцев из МАССР и Украинской ССР.
Лагерь был открыт в начале 1938 года на базе 26-го посёлка трудопоселений как исправительно-трудовой лагерь «Р-17». Начиная с 10 января 1938 года в лагерь начали приходить эшелоны. В течение полугода отделение переполнилось, и руководство Карлага вынуждено было вначале временно распределять очередные этапы осуждённых ЧСИР по другим лаготделениям, а к осени создать ещё одно специальное отделение для ЧСИР — Спасское.
С 29 декабря 1939 года официально включён в структуру Карлага как «Акмолинское отделение Карагандинского исправительно-трудового лагеря» (до этого времени формально подчинялся непосредственно ГУЛАГу НКВД СССР).
В начале 1950 года лагерь «АЛЖИР» был ликвидирован, однако вплоть до реабилитации в 1958 году осуждённые не имели права возвращаться на прежнее место жительства. В 1953 году 17-е акмолинское лагерное отделение КарЛага было закрыто.

### Начальники отделения
- Бредихин, Александр Иосифович — в 1938 году[4]
- Баринов, Сергей Васильевич — конец 1930-х — начало 1940-х[5].
- Юзипенко, Михаил Терентьевич — руководил в годы Великой Отечественной войны

## Условия содержания заключённых
«Климат казахской степи очень суров.
Испепеляющая 40-градусная жара и тучи насекомых летом,
40-градусные морозы зимой.
И круглый год — не утихающие степные ветра.
Зимой — со снегом.
Летом — с песком».
«Первые эшелоны пошли в АЛЖИР в январе 1938-го — в самые морозы.
30 гектаров земли,
обнесённые двумя рядами колючей проволоки,
саманные бараки — это и был концлагерь.
Женщин заставляли строить бараки для новых узниц, работать в поле.
И до сих пор не известно точно, сколько женщин, стариков и детей навсегда остались лежать в общих степных могилах близ деревни с весёлым названием Малиновка».
В отличие от большинства лагерных отделений Карлага, 17-е отделение было обнесёно несколькими рядами колючей проволоки, были установлены вышки охраны. На территории лагеря располагалось озеро, заросшее камышом. Камыш служил для отапливания бараков зимой и для строительства летом.
Условия содержания не отличались от общих в Карлаге. Существовавший первые полтора года режим «особого лагерного отделения» накладывал дополнительные ограничения на заключённых. В частности, была запрещена переписка, было запрещено получение посылок, существовал запрет на работу по специальности. Тем не менее большинство женщин с «нужными» лагерю профессиями работали по специальности. Специалисты гуманитарного профиля (музыканты, поэты, учителя и т. д.), получившие на медицинской комиссии категорию «ТФ», работали на сельскохозяйственных полях и подсобными рабочими на стройке. Больные, немощные, старики и дети работали на вышивальной и швейной фабриках.

## Отношение местного населения к заключённым
По воспоминаниям, местное население с недоверием относилось к рассказам женщин-заключённых о причинах их заключения в лагерь. Хотя контакты местных жителей и заключённых были ограничены, но под строительство лагеря у местного населения изъяли значительную территорию. На этой территории было несколько казахских аулов и семь поселков с «европейским» населением (всего 4861 хозяйство с 21 979 жителями). Из-за строительства лагеря всё это население было переселено в другие районы Карагандинской области. Часть скота, принадлежащего местным жителям, была изъята для нужд лагеря. Казахи подкармливали узниц сталинского лагеря куртом, который охранники ошибочно принимали за камни.

## Дети в АЛЖИРе
Некоторые женщины находящиеся в АЛЖИРе имели маленьких детей, которые находились в отдельном бараке — «мамкином доме», под присмотром няни (одной из заключённых лагеря). Матери могли находиться со своими детьми после работы. По достижении детьми трёхлетнего возраста, их отвозили в детские дома. Были среди заключённых и беременные женщины. За годы существования АЛЖИРа на его территории было рождено 1507 детей. Положение изменилось с началом 50-х годов, с 24 апреля 1951 года из советских мест заключения стали освобождать всех беременных женщин, и женщин имеющих в лагере детей, а также многих женщин имеющих детей находящихся вне лагеря.

## Известные узницы
Во время Великой Отечественной войны в лагере «АЛЖИР» содержалось более 8 тысяч женщин. Среди них — сестра маршала М. Н. Тухачевского, жена и дочь А. С. Енукидзе, жёны С. Сейфуллина, Б. Майлина, Т. Рыскулова, С. Кожанова, Т. Жургенова, Н. Нурмакова, С. Асфендиярова и многие другие.
- Андроникашвили, Кира Георгиевна — актриса, кинорежиссёр (жена Б. А. Пильняка. Княжна из рода Андрониковых).
- Арватова-Тухачевская, Елизавета Николаевна (сестра маршала М. Н. Тухачевского, жена Ю. И. Арватова, а также жёны его братьев — Мария Викентьевна и Зинаида Фёдоровна).
- Ахундзаде, Дилбар Гаджиевна (жена Микаил Мушфига)
- Ахундзаде, Шукрия Сулейман кызы (жена Ахмед Джавадa)
- Гольдштейн, Надежда Абрамовна (жена И. И. Либерберга).
- Ермекова, Дамеша Амирхановна (жена Т. К. Жургенова).
- Калинина, Екатерина Ивановна (жена М. И. Калинина).
- Колдомасова, Галина Владимировна — референт-переводчик, писательница (жена Г. И. Колдомасова).
- Крестинская, Вера Моисеевна (жена Н. Н. Крестинского).
- Ларина, Анна Михайловна (жена Н. И. Бухарина).
- Лисициан, Мария Вартановна — тренер по художественной гимнастике, главный тренер сборной СССР (1963—1971).
- Налбандян, Ашхен Степановна[13] (мать Булата Окуджавы).
- Мессерер-Плисецкая, Рахиль Михайловна — актриса кино (жена М. Э. Плисецкого, мать М. М. Плисецкой, находилась в лагере с сыном Азарием).
- Сац, Наталия Ильинична — режиссёр и театральный деятель (жена И. Я. Вейцера).
- Сербина, Ксения Николаевна — историк и археограф, публикатор «Книги Большому Чертежу».
- Серебровская, Евгения Владимировна[14] (жена А. П. Серебровского).
- Серебрякова, Галина Иосифовна, русская советская писательница.
- Соломянская, Лия Лазаревна — деятель советского кинематографа и журналистка, мать Т. А. Гайдара, бабушка Е. Т. Гайдара.
- Петерс, Антонина Захаровна (жена Я. Х. Петерса).
- Хакимова, Хадича Гайнутиновна (жена К. А. Хакимова).
- Хроновская (Устругова), Мария Ивановна (жена Л. А. Устругова, дочь И. Н. Хроновского).
- Екатерина Мехоношина (жена К. А. Мехоношина).
- Ескараева, Марьям Гарифовна (жена С. Ескараева).
- Ербанова (Малахирова), Савранна Яковлевна — экономист, видный общественный деятель Бурятии (жена М. Н. Ербанова).

## Акмолинские новомученицы
В августе 2000 года на Архиерейском соборе Русской православной церкви двенадцать узниц Акмолинского женского лагеря (расстрелянные по приговору судебной коллегии по уголовным делам Карагандинского областного суда в Акмолинском отделении Карлага от 20 апреля 1942 года) были прославлены в сонме новомучеников и исповедников Церкви Русской для общецерковного почитания:
- Евдокия Прохоровна Андрианова — монахиня (ст. 58-10[g], приговор дважды — 3+8 лет ИТЛ);
- Анна Антоновна Водоланова (г. р. 1890) — крестьянка (ст. 58-10, приговор — 6 лет ИТЛ);
- Акилина Степановна Дубовская (г. р. 1892) — крестьянка (ст. 58-10, приговор — 10 лет ИТЛ);
- Наталия Фёдоровна Копытина (г. р. 1885) — крестьянка (ст. 58-10, приговор — 8 лет ИТЛ);
- Александра Михайловна Смолякова (г. р. 1880) — крестьянка (ст. 58-10, приговор — 10 лет ИТЛ);
- Ирина Лаврентьевна Гуменюк (г. р. 1885) — крестьянка (ст. 127[h], приговор — 8 лет ИТЛ);
- Ксения Михайловна Радунь (г. р. 1875) — крестьянка (ст. 127, приговор — 5 лет ИТЛ);
- Марфа Ивановна Дударенко (г. р. 1885) — крестьянка (ст. 58-10, приговор — 3 года ИТЛ);
- Домна Ефимовна Василькова (г. р. 1887) — крестьянка (ст. 58-10, приговор — 3 года ИТЛ);
- Татьяна Игнатьевна Кушнир (г. р. 1889) — крестьянка (ст. 58-10, приговор — 2 года ИТЛ);
- Наталия Семёновна Карих (г. р. 1885) — староста церкви (ст. 58-10, приговор — 8 лет ИТЛ).
- Иустина Матвеевна Меланич (г. р. 1887) — крестьянка (ст. 58-10, приговор — 2 года ИТЛ, в лагере была приговорёна к 10 годам лишения свободы с поглощением срока предыдущего приговора).

## Музейно-мемориальный комплекс памяти жертв политических репрессий и тоталитаризма
Музейно-мемориальный комплекс памяти жертв политических репрессий и тоталитаризма «АЛЖИР» открыт 31 мая 2007 года по инициативе Президента Республики Казахстан Н. А. Назарбаева в ауле Акмол Целиноградского района Акмолинской области, на месте прежней «26-й точки» трудпоселения, где было создано Акмолинское отделение КарЛага, которое позже получило название Акмолинский лагерь жён изменников Родины. Открытие музея было приурочено к 10-летию со дня принятия в 1997 году указа «Об установлении дня памяти жертв политических репрессий — 31 мая», 70-летию с момента начала массовых политических репрессий. Автором музейно-мемориального комплекса является заслуженный архитектор Казахстана С. Ж. Нарынов. Перед входом в мемориальный комплекс «АЛЖИР» установлены памятные знаки от 14 стран: Польши, Франции, Германии, Венгрии, Израиля, Кореи, Белоруссии, Грузии, Армении, Украины, Эстонии, Литвы, Латвии и Азербайджана.

## Память об АЛЖИРе
- Казахский исследователь З. К. Сураганова в 1990—1991 годах находилась в Малиновке, записывая интервью с бывшими заключёнными АЛЖИР, их родственниками и охранниками лагеря[16]. Собранный материал (а также переданные ей фотографии) Сураганова сдала на хранение в областной архив Целиноградской области и Целиноградский областной историко-краеведческий музей[2].
- Стихотворение Раисы Голубевой «Курт — драгоценный камень», написанное на основе рассказов заключённой Гертруды Платайс. Местные жители, не имея возможности открыто дать заключённым еду, кидали им сушенный творог-курт, который выглядел, как камни[17].
- Документальный фильм «Дольше жизни» (2013 год)

- В 2019 году на канале НТВ состоялась премьера 11-серийного телесериала Александра Касаткина «А. Л. Ж. И. Р.».

- В 2022 году в Азербайджанском государственном театре юного зрителя состоялась премьера спектакля Кодовое имя: «В.Х.А.». Спектакль о событиях, произошедших с супругами политзаключенных Азербайджана, репрессированных во время сталинских репрессий[18][19][20].

## Другие женские лагеря СССР
Помимо АЛЖИРа в СССР функционировали три «женских» лагеря:
- Темляковский — в 40 км от города Горький (Нижний Новгород) РСФСР
- Джангиджирский — 100 км от города Фрунзе (Бишкек) Киргизская ССР
- Темниковский — в пос. Потьма (Зубово-Полянский район Мордовии) РСФСР, на 1 августа 1948 года в нём из 13 877 заключённых была 4371 женщина.

## Комментарии
1. ↑  26-й трудпосёлок начал строиться в 1932 году спецпереселенцами («кулаками») из Белоруссии, в 1933 году туда были высланы спецпоселенцы из Крыма, Молдавии и Украины. В 1936 году здесь началось строительство детской колонии, в 1938 году на базе колонии организована так наз. «26-я точка».
2. ↑  Всего в 1938—1939 годах по приказу № 00486 в СССР было арестовано и направлено в лагеря около 18 000 ЧСИР, у которых было изъято 25 342 ребёнка.
3. ↑  Режим «особого лагерного поселения» действовал до завершения операции по репрессированию ЧСИР.
4. ↑  Среди «нужных» особо востребованы были инженерно-строительные специальности, учёные и специалисты в области сельского хозяйства, ветеринарии, в какой-то мере были востребованы врачи
5. ↑  Значение — «годен для тяжёлого физического труда»
6. ↑  Изделия Акмолинской вышивальной фабрики пользовались большим спросом, в том числе за рубежом
7. ↑  Согласно статье 58-10-2 Уголовного кодекса РСФСР 1926 года: Пропаганда или агитация, содержащие призыв к совершению отдельных контрреволюционных преступлений с использованием религиозных предрассудков масс, приравнены к контрреволюционному восстанию и влекут за собой высшую меру социальной защиты — расстрел или объявление врагом трудящихся с конфискацией имущества и с лишением гражданства… Данная статья использовалась в основном для преследования церковных служащих и при подавлении недовольства населения при разграблении церковного имущества. — См. s:Уголовный Кодекс РСФСР редакции 1926/Редакция 11.01.1956.
8. ↑  Статья 127 Уголовного кодекса РСФСР 1926 года: Воспрепятствование исполнению религиозных обрядов, поскольку они не нарушают общественного порядка и не сопровождаются посягательствами на права граждан… Применялась в основном для подавления недовольства верующих передачей имущества их церквей другим конфессиям (чаще всего сектантского толка)